# Hemidactylus garnotii
Hemidactylus garnotii este o specie de șopârle din genul Hemidactylus, familia Gekkonidae, descrisă de Auguste Henri André Duméril și Bibron 1836. Conform Catalogue of Life specia Hemidactylus garnotii nu are subspecii cunoscute.

## Galerie

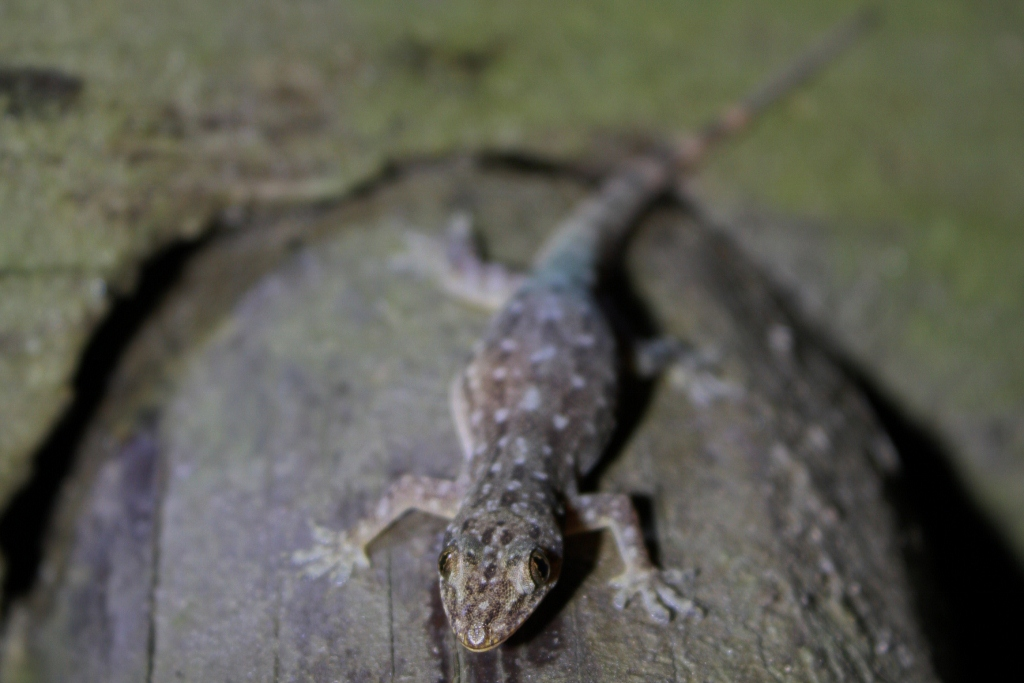
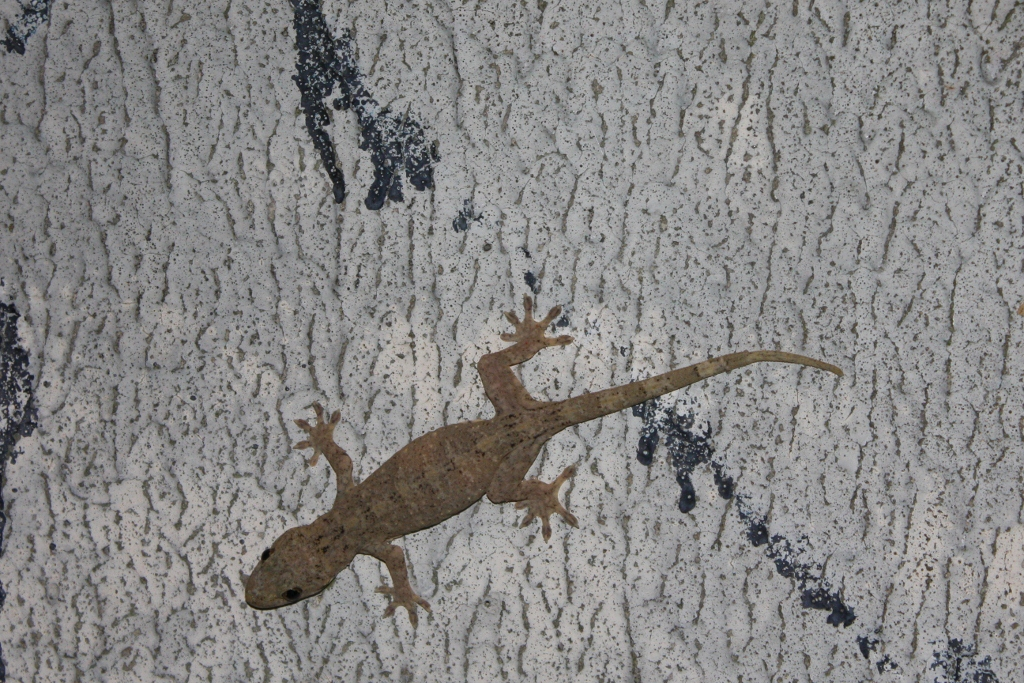
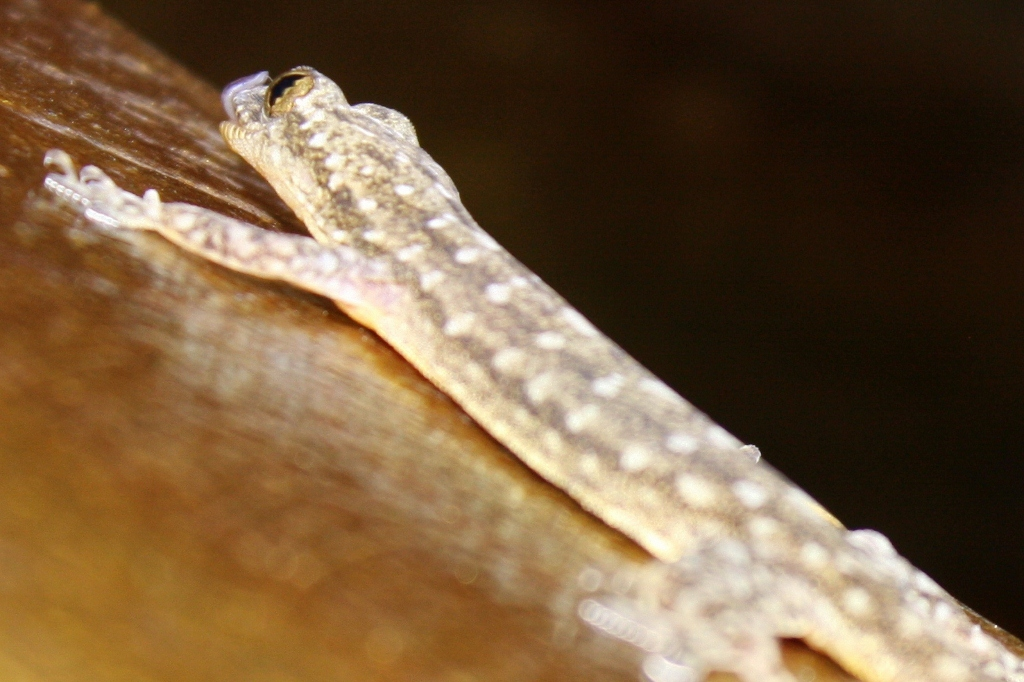
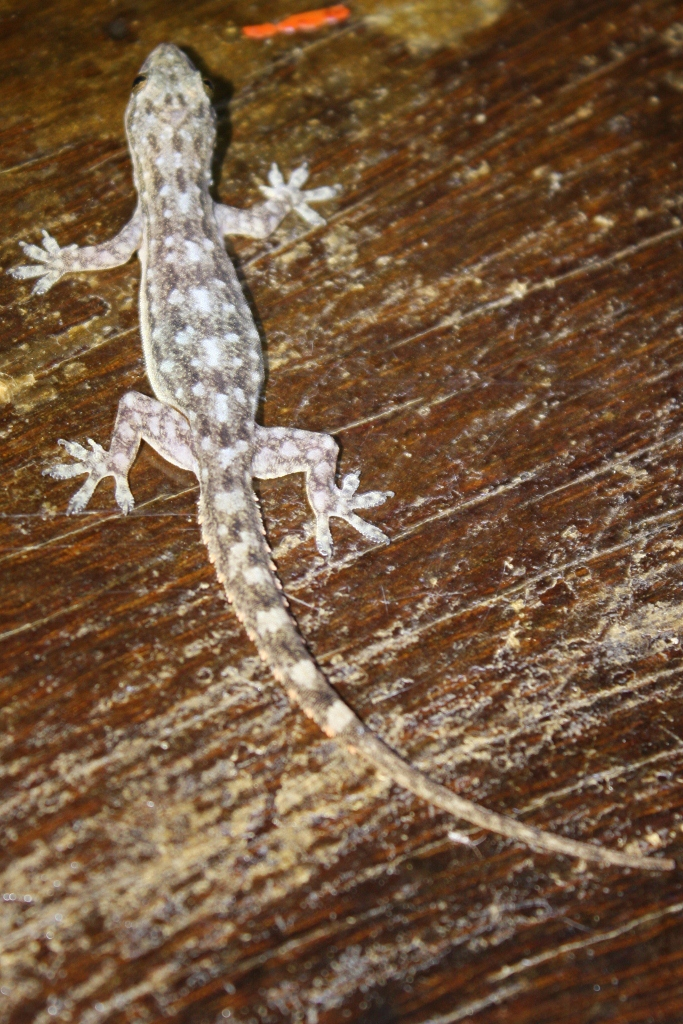
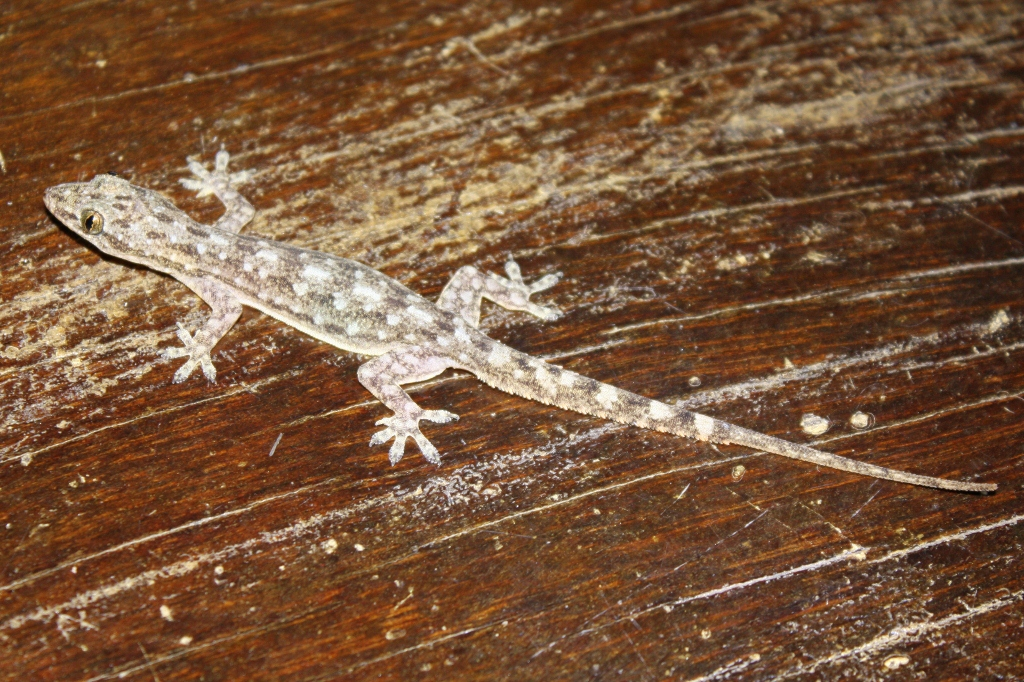
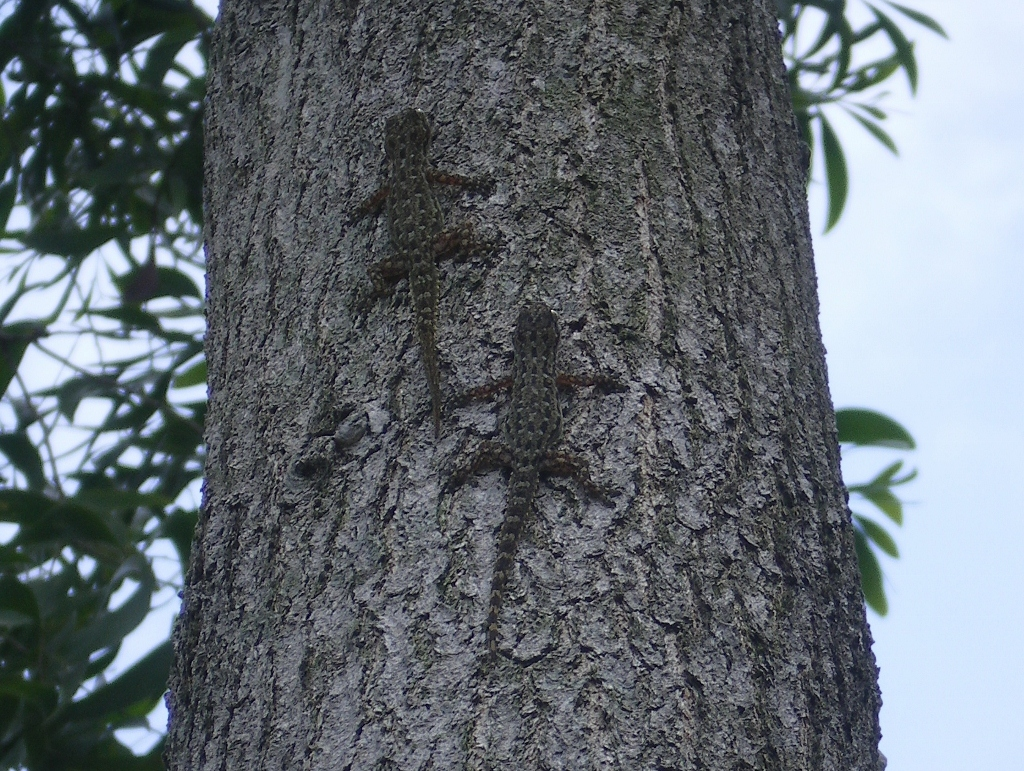